# Репарат Карфагенский
Репарат Карфагенский (лат. Reparatus Carthaginiensis) — епископ Карфагена с 535, назначенный вскоре после завоевания Византией королевства вандалов. Во время спора о трёх главах он, вместе со всей африканской церковью, занял позицию, противоположную императору Юстиниану I и папе Вигилию, за что был сослан. Умер в изгнании 1 января 563 года в Евхаите.
О назначении Репарата историк Виктор Туннунский сообщал под 535 годом, когда после десятилетнего перерыва африканская церковь под председательством нового епископа Карфагена собралась на поместный собор. 217 епископов обсуждали, преимущественно вопрос о том, каким образом следовало поступать с арианскими священнослужителями, что являлось актуальным вопросом внутренней жизни церкви после падения арианского королевства вандалов. С целью преодоления возникших затруднений собравшиеся обратились к папе Иоанну II (533—535). Собор также обратился к Юстиниану с просьбой о возвращении африканской церкви привилегий, которых она была лишена при вандалах. В двух рескриптах, адресованных полководцу Соломону, просьба была исполнена.
Когда начался спор о трёх главах, африканская церковь категорически отказалась осудить, как того требовал император, Феодора Мопсуестийского, Феодорита Кирского и Иву Эдесского. Написанный Факундом Гермианским ответ, собоснованием невозможности такого осуждения, был, вероятно, согласован с Репаратом. После того, как папа Вигилий, вызванный в Константинополь, принял точку зрения императора и издал 11 апреля 548 года свой Judicatum, африканские епископы остались оплотом партии защитников трёх глав. Под председательством Репарата был созван собор, на котором папа был исключён из церковного общения и всякие отношения с ним были прекращены. Эти энергичные действия вынудили папу и императора отозвать Judicatum.
В 550 году, желая покончить с этим затянувшимся спором, Юстиниан решил собрать большой собор, на который Африка делегировала четырёх епископов во главе с Репаратом. Когда они прибыли, стало ясно, что греческие епископы настроены решительно против трёх глав, отвергая решения африканского собора в их защиту. Репарат отказался присоединиться к осуждению трёх глав и против него было выдвинуто обвинение в том, что он предал вандальскому узурпатору Гунтарису Ареобинда, родственника Юстиниана. Хотя это обвинение было заведомо ложным, Юстиниан воспользовался им, сместил Репарата и отправил его в изгнание. На его место был назначен, вопреки канонам и против желания церкви, апокрисиарий Примоз, находившийся в Константинополе, присоединившийся к осуждению глав.